# Крик 2
«Крик 2» (англ. Scream 2) — американский слэшер 1997 года, снятый режиссёром Уэсом Крэйвеном по сценарию Кевина Уильямсона. В главных ролях Дэвид Аркетт, Нив Кэмпбелл, Кортни Кокс, Сара Мишель Геллар, Джейми Кеннеди, Лори Меткалф, Джерри О’Коннелл, Элиз Нил, Тимоти Олифант, Джада Пинкетт-Смит и Лев Шрайбер. Действие картины разворачивается через два года после событий в Вудзборо: главная героиня первого фильма, теперь студентка Виндзорского колледжа Сидни Прескотт снова становится объектом преследования убийцы в маске Призрачное лицо, когда на премьере фильма «Удар ножом» по мотивам событий первой части погибает молодая пара. Для расследования серии преступлений в студгородок приезжают Дьюи Райли и журналистка Гейл Уэзерс.
Съёмки фильма начались всего через полгода после выхода в прокат первой части. История изначально задумывалась Уильямсоном как трилогия, но полноценный сценарий автор начал писать уже на съёмочной площадке, после того, как первый «Крик» собрал большую кассу. Съёмки были напряжёнными, в том числе из-за пристального внимания журналистов и поклонников. Чтобы сохранить в тайне ключевые сюжетные повороты, студия организовала «утечку» двух фальшивых сценариев, но через некоторое время это же случилось и с настоящим текстом. Как и в первом фильме, история сочетает элементы слэшера и комедии, высмеивает фильмы ужасов и жанровые клише. Особое внимание авторы уделили понятию «сиквел».
Релиз «Крика 2» состоялся 12 декабря 1997 года, менее чем через год после выхода первой части — коммерческий успех фильма позволил студии «Dimension Films» запустить франшизу, в которой также вышли картины «Крик 3», «Крик 4», «Крик» (2022), «Крик 6» (2023) и «Крик 7» (2026).
При бюджете в $24 миллиона общая сумма кассовых сборов второй части превысила $172 миллиона. Фильм получил положительные отзывы критиков и зрителей, а также три номинации на премию «Сатурн». Альбом с песнями из фильма стал «золотым» и попал на 50-е место в списке «Billboard 200».

## Сюжет
Прошло два года после кровавой бойни в Вудсборо. В кинотеатре идёт премьера фильма «Удар ножом», снятого по мотивам этих событий. Картину приходит посмотреть молодая пара — студенты местного колледжа Фил Стивенс и Морин Эванс. Фил отлучается в туалет, и там на него нападает Призрачное лицо и убивает Фила. Убийца надевает его куртку и маску, и возвращается в зрительный зал к Морин — убийца вонзает нож ей в живот. Морин в страхе пытается сбежать, но маньяк настигает её и наносит ещё несколько ранений прямо в переполненном зале. Зрители воспринимают это как розыгрыш, но девушка, вся в крови, поднимается к экрану, из последних сил кричит и падает замертво.
Сидни Прескот теперь учится в Виндзорском колледже и пытается забыть ужасы, произошедшие с ней во время учёбы в старшей школе Вудсборо. На следующее утро после премьеры «Удара ножом» она из новостей узнаёт про случившееся в кинотеатре, а также то, что Коттон Уири, ранее несправедливо осужденный за убийство её матери, вышел из тюрьмы. К Сидни прибывает её старый приятель Дьюи Райли, работающий помощником шерифа — он считает, что у Билли Лумиса и Стью Мэйхера завелся подражатель, и просит Сидни быть предельно осторожной.
Соседка Сидни и её подруга Хэйли уговаривает девушку пойти на вечеринку, и та, нехотя, соглашается. Пока вечеринка в разгаре, убийца нападает в соседнем доме на девушку по имени Си-Си Купер. Все сбегаются к месту преступления, и Сидни остаётся одна — ей звонит маньяк, а затем нападает на неё. Девушка сталкивается со своим парнем Дереком — он устремляется за убийцей, маньяк порезал ему руку, а затем скрылся.
На следующий день Дьюи, Гейл и Ренди обсуждают убийства, пытаясь понять, кто прячется под маской. Неожиданно им звонит маньяк, и оказывается, что он за ними наблюдает. Гейл и Дьюи начинают искать его среди людей во дворе, а Ренди в это время поддерживает разговор по телефону. Он подходит к фургону Гейл и в процессе беседы начинает оскорблять Билли Лумиса. Неожиданно открывается дверь фургона, и убийца резко затаскивает Ренди туда. Зарезав парня, он оставляет костюм и маску в машине, а сам уходит. Прибывшие Дьюи и Гейл находят окровавленный труп Ренди.
Сидни в это время находится в библиотеке колледжа. Ей на электронную почту приходит письмо с угрозами от убийцы, отправленное с другого компьютера в зале. Пока полицейские, охраняющие Сидни, пытаются найти отправителя письма, оставив её одну, к ней обращается Коттон. Он просит Сидни дать совместное интервью телеканалу, но получает отказ и начинает кричать на неё. Полицейские арестовывают его, но после допроса в участке Коттона отпускают за недостатком улик. Шериф решает перевезти Сидни и Хейли в безопасное место. Тем же вечером девушки в сопровождении двух детективов выезжают из студенческого общежития. Когда машина останавливается на светофоре, появляется убийца. Он мгновенно разбивает стекло, перерезает горло одному из полицейских, перелезает через крышу и избивает второго. Убив обоих охранников, маньяк угоняет полицейскую машину, но попадает в аварию — убийца теряет сознание, а Сидни и Хэйли, сидящие на заднем сиденье, пытаются выбраться из машины через разбитое окно. Девушки собираются сбежать в поисках помощи, но Сидни разворачивается и говорит Хэйли, что должна узнать, кто скрывается под маской — девушка подходит к машине, но маньяка там уже нет. Он появляется позади Хэйли и убивает её — Сидни убегает.
Члены студенческого братства, к которому относится Дерек, решают наказать его за то, что он при всех подарил Сидни кулон с буквами братства. После отъезда Сидни и Хейли они ловят Дерека, тащат его в театр, раздевают до трусов, и привязывают к висящей над сценой звезде. Тем временем Дьюи и Гейл решают просмотреть записи её оператора в надежде найти в кадре убийцу, и Гейл замечает на соседнем телевизоре кадры не с её плёнок. В этот момент появляется убийца, и Дьюи и Гейл разделяются. Гейл попадает в комнату с очень толстым стеклом — вскоре с другой стороны появляется Дьюи: он зовёт её, но стекло не пропускает ни звука. Появляется маньяк и наносит Дьюи несколько ударов ножом. Убийца пытается добраться до Гейл, но ей удаётся ускользнуть — на улице она встречает журналистку Дебби Солт, докучавшую ей всё это время.
Сидни прибегает в студенческий театр — она видит на сцене привязанного Дерека. В этот момент появляется убийца и наконец снимает маску, показывая своё лицо. Им оказывается Микки — одногруппник Сидни. Он говорит ей, что Дерек — его сообщник. Она не знает, кому верить, а Дерек просит развязать его. Неожиданно Микки стреляет. Внезапно декорация поднимается к потолку, и становится ясно, что у Микки есть помощник. В этот момент на сцену театра выходит Гейл, её держит на прицеле Дебби Солт. Оказывается, что она является матерью Билли Лумиса и намерена отомстить Сидни за убийство сына. Они с Микки познакомились на форуме для маньяков. Дебби стреляет в Микки, желая свалить на него все убийства, а тот в последний момент успевает попасть в Гейл, и она падает в оркестровую яму. Сидни и миссис Лумис остаются одни, героиня заваливает злодейку камнями, из которых построена декорация на сцене театра. В самый разгар схватки появляется Коттон. Сидни обещает ему дать большое интервью телеканалу, о котором он просил, и тогда Коттон убивает миссис Лумис. Тут приходит в себя Гейл — Сидни и Коттон помогают ей подняться. Неожиданно вскакивает Микки, которого все считали мертвым — он пытается напасть на выживших, но Сидни и Гейл стреляют в него из двух пистолетов. Затем Сидни подходит к миссис Лумис и делает ей контрольный выстрел в голову.
В конце прибывает служба спасения и выясняется, что Дьюи выжил — его и Гейл увозят в больницу. Сидни даёт Коттону обещанную славу, назвав его героем, когда к ней подбегает толпа взволнованных журналистов.

## В ролях
| Актёр              | Роль                                                 |
| ------------------ | ---------------------------------------------------- |
| Нив Кэмпбелл       | Сидни Прескот                                        |
| Дэвид Аркетт       | Дьюи Райли                                           |
| Кортни Кокс        | Гейл Уэзерс                                          |
| Лев Шрайбер        | Коттон Уири                                          |
| Джейми Кеннеди     | Рэнди Микс                                           |
| Сара Мишель Геллар | Кейси «Си-Си» Купер                                  |
| Тимоти Олифант     | Микки Алтиери / «Призрачное лицо»                    |
| Лори Меткалф       | Дебби Солт / Нэнси Лумис / «Призрачное лицо»         |
| Джерри О’Коннелл   | Дерек Фелдман                                        |
| Элиз Нил           | Хэйлли МакДэниэл                                     |
| Дуэйн Мартин       | Джоэль Джонс                                         |
| Джада Пинкетт-Смит | Морин Эванс                                          |
| Омар Эппс          | Фил Стивенс                                          |
| Льюис Аркетт       | Шериф Хартли                                         |
| Хизер Грэм         | Кейси Бейкер в фильме «Удар ножом»                   |
| Тори Спеллинг      | Тори Спеллинг / Сидни Прескотт в фильме «Удар ножом» |
| Люк Уилсон         | Билли Лумис в фильме                                 |
| Дэвид Уорнер       | Гас Голд                                             |
| Роджер Джексон     | Призрачное лицо (голос маньяка)                      |
| Ребекка Гейхарт    | Сестра Лоис                                          |
| Порша де Росси     | Сестра Мёрфи                                         |
| Марисоль Николс    | Доуни                                                |
| Сельма Блэр        | Подруга Си-Си (голос по телефону)                    |
| Джошуа Джексон     | Студент в классе кино                                |
| Мэттью Лиллард     | Гость на вечеринке (камео)                           |
| Роуз Макгоуэн      | Девушка у кинотеатра (камео)                         |
| Нэнси О’Делл       | Журналистка                                          |
| Адам Шенкман       | Призрачное лицо (камео в театре)                     |

## Сценарий

### Ранний этап
Продав сценарий к первому фильму Кевин Уильямсон подписал договор на два сиквела — предоставив концепцию продолжений на пяти страницах: он надеялся заинтересовать возможных покупателей тем, что продавал не фильм, а потенциальную франшизу, и после удачных тестовых показов первого фильма, на которых присутствовало руководство студии «Miramax», Уэсу Крэйвену также предложили контракт на два продолжения. В любом случае разговоры о сиквелах велись на студии с самого начала съёмок первой части. «Dimension Films» приступила к разработке проекта в январе 1997 года после того, как «Крик» собрал $50 миллионов за первый месяц проката, а производство началась в марте 1997 с бюджетом почти в два раза больше, чем у первой картины — он вырос с $15 миллионов до $24. У Уильямсона в голове сразу была история, в которой Сидни Прескотт — теперь студентку Виндзорского колледжа — преследует маньяк-имитатор по прозвищу Призрачное лицо. 
«Уже тогда говорили о сделке на три картины. Мне дали чужой черновик «Факультета» — студия хотела, чтобы я его переписал — они говорили о большой сделке, и я рассуждал, как это лучше сделать. Но вмешались агенты: «Нет, сейчас нельзя писать, давай дождёмся успеха „Крика“». Когда фильм только вышел, он собрал не очень много денег. Но мы получили пару хороших отзывов, потом их становилось всё больше, и пресса писала что-то вроде: «Что, чёрт побери, происходит?» А затем, ко второй или третьей неделе, сборы вдруг начали расти. Когда такое случалось в последний раз? Молва о фильме начала распространяться стремительно, так что мне сказали: «Хорошо, начинай писать сценарий продолжения».
К тому моменту, когда началось производство «Крика 2», Уильямсон только что закончил съёмки картины «Я знаю, что вы сделали прошлым летом», приступил к «шлифовке» сценария «Факультета» и готовился к съёмкам своего режиссёрского дебюта «Убить миссис Тингл» — не говоря о том, что сценарист завершал работу над первым сезоном сериала «Бухта Доусона». Уильямсон начал писать сценарий, ещё находясь в Северной Каролине, где проходили съёмки шоу. К марту 1997 года — студия уже вплотную приблизилась к началу съёмок — у сценариста были готовы 42 страницы текста, в котором было четверо убийц: Дерек, Хэйлли, Коттон Уири и миссис Лумис — мать Билли. Кроме того, Уильямсон вновь собирался убить Дьюи в финале, в то время как Дебби Солт — всегда была главной злодейкой, отсылая к персонажу Памелы Вурхиз из фильма «Пятница, 13» (1980).
Идея фильма внутри фильма — «Удар ножом» (англ. Stab) в «Крике 2» — принадлежала Уильямсону, но нечто подобное Уэс Крэйвен уж показал в «Новом кошмаре»; поэтому сценарист был уверен, что Крэйвен сможет идеально воплотить его задумку в жизнь: «Я хотел, чтобы на экране показали киноверсию начальной сцены оригинального „Крика“, пока зрители наблюдают, как кого-то из новых героев убивают. Я думаю, что Уэс сделал это так красиво. Мне понравилось, как он снимал „Удар ножом“, и я подумал, что это сработало. Это именно то, чего я хотел в этой сцене, а потом это стало стержнем для всего фильма, который заключается в том, что вышла картина „Удар ножом“, породившая убийцу-подражателя. Затем Сидни вновь оказывается в центре внимания и всё, чего она хочет — просто исчезнуть. Это и стало важным внутренним конфликтом для главной героини». Во время съёмок у Нив Кэмпбелл и Джейми Кеннеди возник вопрос, будет ли у их персонажей (Сидни и Рэнди) роман; Уэс Крэйвен обратился с этим к Уильямсону — автор с самого начала был уверен, что этому не суждено случиться: «Он знает, что этому не бывать. Она знает, что этого не произойдет. Но между ними кое-что есть — Рэнди флиртует с Сидни, а она ему это позволяет. Их связывают события первого фильма; я думаю, они как семья».

### Утечка сценария
Изначально всем актёрам выдали лишь первые 40 страниц текста, остальное исполнители получали незадолго до съёмок своих сцен; полного сценария не было и у многих членов съёмочной группы; текст был напечатан на коричневых страницах, чтобы невозможно было сделать ксерокопию — так как на дубликате практически ничего невозможного было прочитать. По словам Уильямсона, Уэс Крэйвен заставлял актёров читать сценарий прямо перед прослушиванием: «Мы знали, что люди начнут говорить. Всем было безумно интересно, что, что происходит с „Криком 2“». Также каждая копия была пронумерована и имела большой «водный знак» на всю страницу — даже самим актёрам было тяжело читать текст. Перед началом съёмок состоялась традиционная совместная читка сценария (англ. Tabel Read), однако она закончилась до того, как актёры дошли до финала — на самом деле, сценарий ключевой сцены, в которой выясняется, кто стоит за личностью убийц, получили только те актёры, которые участвовали в сцене. Кроме того, Крэйвен старался создавать в кадре парные образы персонажей, чтобы вызвать у зрителей больше подозрений относительно личностей маньяков, как и в предыдущей части, убивавших вместе. По словам Джейми Кеннеди, в какой-то момент у него стали закрадываться сомнения относительно Тимати Олифанта — потому что он проводил на съёмках всё больше и больше времени.
Несмотря на все меры предосторожности, первая «утечка» произошла после съёмок открывающей сцены в кинотеатре, когда фото, сделанные участниками массовки, появились в сети. Ключевые сюжетные повороты и личности убийц просочились в Интернет в июне 1997 года — на площадке присутствовало большое количество статистов, и утечки информации избежать не удалось. Студия увеличила количество охраны и решило проводить ключевые съёмки в помещениях, а актёры и члены съёмочной группы, у которых был доступ к сценарию, подписали договор о неразглашении. Это первый известный случай утечки киносценария в Интернет. «Мы получили 40 страниц сценария от Кевина Уильямсона. Они были великолепны. Но к концу дня нам говорят, что сценарий уже попал в Интернет. Мы открываем сайт и вот оно — на нас смотрят те самые 40 страницы. Эта утечка стояла нам великолепной открывающей сцены, и нам пришлось сильно попотеть, придумывая новую», — вспоминает Уэс Крэйвен. Как бы там ни было, по словам ассоциативного продюсера Николаса Мастандреа, существовала одна обычная копия текста, которая, скорее всего, и просочилась в Интернет — до сих пор никто из участников съёмок не знает, каким образом текст попал в руки поклонников и журналистов.
В интервью 2017 года Уильямсон заверил, что это был лишь «набросок сценария» на случай возможной кражи текста, в котором было три разные концовки:
Студия переживала, что зрители узнают личность убийцы, и я написал несколько концовок. Если не подводит память, они все были в том тексте — и когда актёры или члены съёмочной группы просили почитать сценарий, мы отправляли им этот текст. В одной фальшивой концовке убийцей был Дьюи — это всего лишь „утка“, ничего более. Нужны были экстренные меры — мы очень хотели сохранить личность убийцы в тайне!
В интервью порталу «Entertainment Weekly» 2022 года по случаю 25-летия «Крика 2» Уильямсон сказал, что существует несколько версий произошедшего: «Вот как это помню я. […] Я знал, что сценарий просочится, потому что все говорили об этом, на нас постоянно давили — что же произойдет в „Крике 2“? Мы уловили дух времени, и все хотели знать о „Крике 2“. Я понимал, что рано или поздно сценарий просочится — мы никак не могли сохранить сюжет в тайне. Мы отправляли актёрам сценарий без последних 75 страниц, делая всё возможное, но мы знали, что он станет достоянием общественности. Тогда моя команда написала фальшивый сценарий — точнее, мой помощник написал его — в нём Дьюи был убийцей, и мы специально „слили“ фальшивый сценарий». Как уверяет Уильямсон, всего было «слито» три сценария — дважды это намеренно сделала студия, и в третий раз за пределы съёмочной площадки попал настоящий текст: «К тому времени, когда настоящий сценарий повторил судьбу фальшивых, никто особо не поверил — всем было наплевать». В другой «фальшивой» версии убийцами оказались Дерек и Хэйлли, а Сидни погибала от полученных ранений.

### Изменения
«Я знал, что второй фильм будет целиком посвящён продолжениям — я уже изучил художественные приёмы и структуру фильмов ужасов в первой части. Я хотел быть уверен, что у нас есть новая тема для разговора. И тема «сиквела» идеально для этого подошла. Всем очень нравилась задумка. Хорошая новость в том, что у них было мало времени, чтобы спорить — снимать надо было быстро. Так что у меня было не так много правок. По большому счёту, над текстом работали только я и Уэс».
Многие ключевые сцены неоднократно переписывались прямо на площадке — позже Уильямсон назвал производство фильма «кошмаром, весь год был одним размытым пятном». «Я всегда хотел, чтобы у меня было больше времени. Сейчас я смотрю на некоторые вещи и просто съеживаюсь внутри. С каждым телевизионным эпизодом, который я написал, я всегда хотел, чтобы у меня была ещё одна неделя. Вы должны вырвать сценарий из моих рук, чтобы получить его. Я просто хочу продолжать писать» — также было и с «Криком 2»; по признанию автора, сценарий сиквела получился «не таким структурированным», как у оригинальной картины.
По словам Джули Плек, во время работы над фильмом, все члены съёмочной группы ненавидели новый финал, переписанный после утечки сценария. «Финал сильно изменился. Мы поменяли диалоги, мотивы, все эти речи. Я помню, как сидел в театре с Лори Меткалф, и обсуждали, как она должна была произносить свои слова. И я помню Льва Шрайбера — сцену в библиотеке! Где у него была важная речь, и он загнал Сидни в угол на лестничной площадке — этот эпизод тоже сильно изменился. Должно быть, я переписывал эту сцену 20 раз». Часто новый текст был готов только в день съёмок, что-то дорабатывалось Крэйвеном прямо на площадке. Были изменены личности убийц, а также роли Ренди и Джоэля в сюжете. В одном из интервью Крэйвен отметил, что съёмки и так проходили в очень сжатые сроки — релиз «Крика 2» должен был состояться 12 декабря, менее чем через год после выхода «Крика». Также на стадии съёмок у сиквела были разные названия, включая «Кричи снова» (англ. Scream Again), «Кричи громче» (англ. Scream Louder) и «Крик: Продолжение» (англ. Scream: The Sequel), пока руководство студии не решило назвать фильм просто «Крик 2».
По словам сценариста, на всём протяжении съёмок студия хотела сделать персонажа Коттона Уири злодеем, однако Кевин Уильямсон и актёр Лев Шрайбер воспринимали этот образ иначе: «Я хотел финал, в котором Сидни бросает вызов Коттону и позволяет ему быть героем. Это было очень героически со стороны Сидни — правильно для неё, хорошо для него. Думаю, в какой-то момент на студии шли разные обсуждения, но они хотели сделать Коттона более зловещим, чтобы он казался зрителям убийцей или даже был им… Но я был непреклонен: „Посмотрите на это иначе — как он изображён в сценарии, уже наводит на мысли и делает его потенциальным злодеем“. Его монолог постоянно переписывался, и в какой-то момент Лев высказал свою позицию — „Вот, что персонаж должен сказать“. И он оказался абсолютно прав», — вспоминает Уильямсон.

## Подбор актёров

### Основной состав
Нив Кэмпбелл получила предложение вернуться к роли Сидни задолго до начала съёмок сиквела — её персонаж был единственный, которому было гарантировано выживание в финале первой части. Запустив в разработку сиквел, студия «Dimension Films» также предложили вернуться к своим ролям другим «выжившим»: Дэвиду Аркетту (шериф Дьюи Райли), Кортни Кокс (журналистка Гейл Уэзерс) и Джейми Кеннеди (школьник Ренди Микс).
Прочитав концепцию продолжения, представители студии спросили у Уильямсона, появится ли Коттон Уири (ложно обвинённый в убийстве Морин Прескотт, персонаж в исполнении Льва Шрайбера) в сиквеле; получив от сценариста утвердительный ответ, Шрайберу предложили контракт на 2 фильма — хотя в первой части актёр появился лишь в маленьком эпизоде, отснятом за один день, Шрайбер получил внушительный гонорар.
Роджер Джексон вновь озвучил Призрачное лицо. Как и в случае с первой частью, Джексон всегда работал с актёрами на площадке, но никогда не появлялся перед ними в живую, разговаривая по телефону голосом Призрачного лица — в какой-то момент актриса Сара Мишель Геллар, прочувствовав атмосферу фильма, продолжила игру «в кошки-мышки» с Джексоном, и когда съёмки сцены прекратились, начала выпытывать у него — зачем он убивает людей.

### Новые персонажи
Как и в случае с первой частью, для сиквела студия искала молодых актёров, преимущественно звёзд телевидения — по рассказам создателей, привлечь актёров к первому фильму было сложнее, так как никто не был уверен в его успехе, хотя участие Дрю Бэрримор заставило многих серьёзных актёров рассмотреть предложение. После успеха первой части агенты многих молодых актёров и актрис пытались получить для своих клиентов хотя бы эпизодические роли в «Крике 2». На ранней стадии к проекту были привлечены Алисия Сильверстоун и Лив Тайлер — они могли появиться в открывающей сцене, а Эрик Мабиус, Наташа Грегсон-Вагнер и Пола Маршалл проходили прослушивания на разные роли.
Элиз Нил исполнила образ лучшей подруги Сидни и её соседки по комнате, Хэйлли; по словам актрисы, в сценарии персонаж не был чернокожей девушкой, и актриса определённой внесла этнический колорит в образ — в то время Нил проходила пробы и для других картины студии: «Они не смотрели на меня так: „О, она — чёрная, давайте добавим это в сюжет“. Нет. „Она нам нравится за талант“. Изначально не подходила на эту роль, но они играли со мной в эту игру, как с талантливым человеком. Им не нужно было искать повод, чтобы дать мне роль — они просто сделали это». Прослушивание на роль Хэйлли также проходила певица Джессика Симпсон.
Джерри О’Коннеллу досталась роль Дерека — студента-медика, влюблённого в Сидни. При кастинге на роль Дерека у студии был важный критерий отбора — каждый актёр должен был спеть песню, которую Дерек поёт Сидни Прескотт в кафетерии. По словам актёра, его не заставляли петь на прослушивании «I Think, I Love You» из шоу «Семья Партриджей», а в сценарии была указана другая песня: «Иногда я захожу в социальные сети, и люди пишут: «О, чувак, смотрю „Крик 2“. Эта сцена, где ты поёшь в той столовой, такая кринжовая». Я не могу поверить… это действительно ранит мои чувства, чувак. Я много работал над этой сценой. Ещё люди спрашивают меня: «Ты специально так плохо пел в этой сцене?» А я такой: «Что? Нет! Я пел изо всех сил». Забавно. Просто чтобы внести ясность — я старался изо всех сил, чтобы спеть эту песню, и я не специально плохо её пел. Я не профессиональный певец, и мне жаль, если вы сочтёте эту сцену неуклюжей. Но не надо писать об этом. Во всем виноват Кевин Уильямсон!», — смеётся актёр.
Сара Мишель Геллар сыграла «сестру-трезвенницу» Кейси «Си-Си» Купер — в одном из интервью актриса призналась, что согласилась на участие в «Крике 2», даже не прочитав сценарий. В фильме у Геллар и О’Коннелла не было общих сцен — хотя актёры были знакомы и в юности даже встречались короткое время, пока оба были учениками «Школы детей-профессионалов» в Нью-Йорке, обучающих будущих актёров и музыкантов. Тимоти Олифант сыграл студента-киношника Мики — роль стала дебютом для Олифанта в большом кино. Лори Меткалф выступила в роли репортёра Дебби Солт, которой притворялась мать Билли Лумиса. 
«Я понимал, что если убить кого-то действительно важного для зрителей персонажа в середине истории, это только поднимет ставки. Мы не собирались убивать Сидни, Гейл или Дьюи. Эти три персонажа «Крика 2» были в безопасности, поэтому мне пришлось  взглянуть на второстепенных персонажей. Я люблю Рэнди, я бы подарил ему более длинную жизнь, если бы знал, что эта франшиза будет жить так долго. Я бы хотел показать его как "наследного" персонажа перезагрузки. Но в то время я считал, что это станет ударом под дых, в котором нуждались зрители, чтобы они смогли по-настоящему разозлиться на убийцу».
Многие актёры — например, Кэмпбелл, Кокс, Геллар и О’Коннелл — параллельно играли главные роли в телевизионных шоу в период съёмок фильма, поэтому у них был достаточно напряжённый график. Геллар только что закончила съёмки в картине «Я знаю, что вы сделали прошлым летом» (сценарий написал Кевин Уильямсон), и продолжала сниматься в «Баффи - истребительница вампиров». Кокс снималась в ситкоме «Друзья». Меткалф только что закончила работу над сериалом «Розанна», длившемся 9 лет — Крэйвен очень высоко оценил работу актрисы над ролью миссис Лумис. Крэйвен воспринял желание актёров сняться в «Крике 2», несмотря на их большую загруженность, как большой комплимент качеству фильма.
Дуэйн Мартин сыграл оператора Джоэля, а Джада Пинкетт Смит и Омар Эппс — появились в качестве жертв из первой сцены — их персонажей убивают в кинотеатре во время просмотра фильма «Удар ножом». В одном из интервью Пинкет-Смит рассказала, что она является большой поклонницей ужастиков — она обратилась к режиссёру Крэйвену, попросив сделать её смерть максимально жестокой: «Все убийства в ужастиках всегда выглядят так неправдоподобно…». Ребекка Гейхарт и Порша де Росси появились в фильме в роли девушек из студенческой общины. Гейхарт пробовалась на роль Татум Райли в «Крике», и несколько раз — на роли Си-Си Купер, Хэйлли и Морин Эванс в продолжении. Крис Дойл и Филип Павел сыграли офицеров Ричарда и Эндрюса, охраняющих Сидни; Дэвид Уорнер, сыгравший театрального режиссёра Гас Голда, у которого задействована Сидни — должен был сыграть Фредди Крюгера в первом фильме серии «Кошмар на улице Вязов», снятом Крэйвеном — но тогда актёру не позволил его съёмочный график.

### Камео
В фильме есть несколько примечательных эпизодических ролей. Режиссёр Уэс Крэйвен сыграл доктора на заднем плане в сцене в больнице. Мэттью Лиллард, сыгравший убийцу Стю Мэйхера в первом фильме, появляется в качестве гостя на студенческой вечеринке. Персонаж Лилларда в этой сцене жмёт руку Микки в исполнении Олифанта — одному из убийц сиквела. В интервью 2009 года актёр рассказал, что выживший после событий первого фильма Стю должен был стать убийцей в «Крике 3». Однако сценарий третьей части был переписан вскоре после событий в школе «Колумбайн», произошедших в период съёмок триквела — Лиллард также появится в эпизодах в фильмах «Крик 3» и «Крик» (2022). В альтернативной концовке «Крика 2» Призрачное лицо смотрит на Сидни с крыши общежития — маньяком должен был быть Стю, но от идеи отказались.
Хизер Грэм, Тори Спеллинг и Люк Уилсон сыграли персонажей вымышленного фильма «Удар ножом». Спеллинг получила роль, потому что Сидни в первой части пошутила, что «если повезёт — меня сыграет Тори Спеллинг»; сама актриса была рада появиться в небольшом эпизоде в фильме. Нэнси О’Делл в роли журналистки, берущей интервью у Спеллинг — она также снялась в эпизодах двух следующих сиквелов.
Отец Дэвида Аркетта — Льюис Аркетт — сыграл местного шерифа. Режиссёр-хореограф Адам Шенкман сыграл Призрачное лицо в сцене падения Трои: «Сам мастер, Уэс Крэйвен, попросил меня срежиссировать и поставить хореографию для этой небольшой пьесы, чтобы показать танцевальное прошлое и способности Нив Кэмпбелл. Как только мы вышли на сцену и начали снимать, парень, играющий Призрачное лицо, всё время натыкался на танцоров и декорации, так что угадайте, кто вмешался в процесс и начал носиться за Нив — она же Сидни Прескотт — по всей сцене с ножом? Это был я. Я был убийцей. Простите за спойлер». Журналиста, берущего интервью у Коттона Уири во время телепередачи, сыграл сценарист фильма Кевин Уильямсон. Джошуа Джексон сыграл студента в классе кино в одной сцене. Об этом его попросил Уильямсон — тогда Джексон играл одну из главных ролей в «Бухте Доусона». В толпе людей в кинотеатре видна актриса Роуз Макгоуэн, сыгравшую в первом фильме Татум Райли. Сельма Блэр озвучила девушку, с которой перед своей гибелью говорит Си-Си в исполнении Сары Мишель Геллар — актрисы-подруги также вместе снимались в мелодраме «Жестокие игры» (1999).

## Съёмки
Основные съёмки картины с бюджетом $24 миллиона начались 6 месяцев спустя после выхода в прокат первой картины, и проходили в течение 9 недель — с 16 июня по 28 августа 1997 года в Джорджии и Калифорнии под рабочим названием «Крик: Продолжение» (англ. Scream: The Sequel). 
Улицы Атланты и Лос-Анджелеса представляли штат Огайо, где по сюжету расположен вымышленный колледж «Виндзор» — большая часть сцен в университете была отснята в Лос-Анджелесе, и около 4 недель съёмки велись в Атланте. Открывающая сцена снималась на протяжении 3 дней в театре «Vista» на Сансет-Драйв в Голливуде, фасадом послужил кинотеатр «Rialto» в Южной Пасадине в Калифорнии. Многие натурные съёмки фильма проходили в женском колледже Агнесы Скотт в Атланте — он стал колледжем Виндзор. Готические статуи, украшающие территорию и фасады, были привезены для съёмок фильма — они постоянно находились под охраной, но студентам-шутникам удавалось несколько раз нарядить их в платья. Также часть сцен в Виндзоре снимали в Калифорнийском университете в Лос-Анджелесе. Дом сестринского общежития, где погибает персонаж Сары Мишель Геллар, а также дом, где проходила вечеринка — также снимали в Пасадине. Съёмки сцен для вымышленной картины «Удар ножом» проходили в Малибу в Калифорнии. 
По сложившейся традиции режиссёр Уэс Крэйвен часто проводил совместные ужины со всеми актёрами фильма, а Кевин Уильямсон в перерывах между съёмками играл в «Ms. Pac-Man» вместе с Сарой Мишель Геллар и Ребеккой Гейхарт. Во время съёмок картины от рака груди умерла мать Дэвида Аркетта — актёр тяжело переживал эту потерю, но, по словам, Уэса Крэйвена, именно в этот сложный период Кортни Кокс смогла поддержать его, и их роман завершился помолвкой. В одном из интервью Аркетт также признался, что это были очень тяжёлые времена, когда он много выпивал и принимал наркотики, но он отказался от пагубных пристрастий, так как боялся потерять Кокс.

## Постпроизводство

### Музыка Белтрами
Марко Белтрами вернулся к работе над продолжением, дополнительную музыку — «Cassandra Aria» и «Cassandra Aria Reprise» написал Дэнни Эльфман для сцены, в которой Сидни играет прорицательницу Кассандру в театральной постановке. Кроме того, в качестве музыкальной темы Дью и Гейл использована музыка Ханса Циммера, написанная им к фильму «Сломанная стрела» (композиции «Brothers» и «Secure» с официально изданного саундтрека фильма), в частности записи Дуэйна Эдди. Как пояснил Белтрами в одном из интервью, музыка Циммера использовалась при тестовых показах в сценах, над которыми Белтрами ещё не закончил работать — аудитории очень понравилась музыка, и её решили оставить в финальной версии фильма; в итоге «Dewey’s Theme», написанная Белтрами, была использована в других — более серьёзных по настроению сценах. В 1998 году лейбл «Varèse Sarabande» выпустил 30-минутный альбом с избранными композициями из первого и второго фильмов, а в 2016 — диск «Scream 2: The Deluxe Edition» с основным материалом Белтрами и Эльфмана. 7 января 2022 года — за неделю до премьеры пятой части франшизы, «Крик» — в продажу поступил подарочный набор «Scream: Original Motion Picture Soundtracks» на 6 дисках.

### Удалённые сцены
Крэйвен вырезал сцену с участием Сары Мишель Геллар: в начале фильма она вместе с персонажами Гейхарт, Де Росси, Николс и другими девушками приглашает Сидни на вечеринку, и уговаривает её вступить в их сестринскую общину — в сети опубликованы официальные кадры, сделанные на съёмочной площадке. Перед этим они обсуждают Сидни, и Си-Си высказывается о ней негативно — по мнению Крэйвена, это помешало бы зрителю воспринимать Си-Си как невинную жертву в сцене её убийства, поэтому её вырезали из сцены, отдав реплики другой героине.
На DVD-издании (позднее и на Blu-ray) фильма опубликована альтернативная сцена, в которой герои обсуждают культовые картины и их продолжения во время занятий в аудитории — в ней отсутствует Сара Мишель Геллар, но есть другая девушка, которая участвует в разговоре; сцена значительно длиннее, а преподавателя играет другой актёр. В другой сцене Дерек и Микки приходят в комнату Сидни и Хэйлли, и приносят с собой коробку пончиков — в ней Хэйлли и Микки похожи на влюблённую пару, которые не очень любят демонстрировать свои чувства на людях.
В аудио-комментариях к фильму Крэйвен рассказал, что в финальной сцене, когда Сидни уходит от журналистов, когда камера пролетает над студенческим городком, в коротком эпизоде появляется фигура в костюме Призрачного лица на колокольне (в последние секунды фильма она появляется в кадре) и наблюдает за героиней.

### Монтаж и рейтинг
Крэйвен столкнулся со сложностями, когда картина «Крик» проходила систему рейтингов Американской киноассоциации — фильму нужен был рейтинг «R», чтобы увеличить аудиторию, на согласование было отправлено 8 различных версий монтажа, потребовалось непосредственное вмешательство основателя студии «Dimension Films» Боба Вайнштейна, чтобы получить необходимый рейтинг без значительных изменений. Чтобы избежать повторения ситуации в случае с «Криком 2», Крэйвен отправил ассоциации версию, в которой внимание было заострено на кровавых сценах, чтобы затем безболезненно их вырезать, оставив то, что режиссёр считал важным — к примеру, персонажа Омара Эппса трижды зарезали ножом в ухо (в фильме его ударили ножом один раз), а в сцене смерти Ренди Микса показано, как ему перерезают горло. Как бы там ни было, Крэйвен был шокирован тем, что комиссия одобрила версию фильма с рейтингом «R» без особых изменений, посчитав, что сюжет фильма допускает показанное в нём насилие.

## Продвижение

### Слоганы
Для продвижения фильма в рекламных роликах и на театральных плакатах использовались слоганы:
- «И снова крик» (англ. Scream Again).
- «Время для шоу!» (англ. It's Showtime!).
- «Страшнее. Сексуальнее. Смешнее» (англ. Gorier, Sexier, Funnier).
- «Кто-то зашёл слишком далеко в своей любви к продолжениям…» (англ. Someone Has Taken Their Love Of Sequels One Step Too Far!).
- «Убийца на кампусе — больше звонков, больше смертей» (англ. There's A Killer On Campus, Making More Calls, Making More Kills).
- «Правила продолжения: 1. Трупов больше. 2. Смерти лучше продуманы» (англ. Rules Of A Sequel: 1. The Body Count Is Always Bigger 2. The Death Scenes Are Much More Elaborate).

### Телевидение
На эпизодическую роль в фильме проводился специальный конкурс «Screm Again», устроенный телеканалом MTV — победитель конкурса получает бесплатный переезд и проживание в Лос-Анджелесе на время съёмок на двух человек, денежное вознаграждение в размере 5 тысяч долларов и небольшую роль в сиквеле. В итоге конкурс выиграла Полетта Паттерсон — она сыграла роль швейцара в открывающей сцене в кинотеатре. Кроме того, в эфир новостей канала вышло несколько репортажей Криса Коннелли со съёмочной площадки, а также выпуск программы «The Big Picture» с Кэролайн Лилипэйли — «Scream 2 Special».
В 1997 году канал «Si-Fi» выпустил специальную передачу «The Making Of Scream 2», актёр Джерри О’Коннелл выступил ведущим шоу, интервью дали режиссёр Уэс Крэйвен, актёры Нив Кэмпбелл, Кортни Кокс, Дэвид Аркетт, Джада Пинкетт-Смит, Сара Мишель Геллар и сам О’Коннелл.

### Печатные издания
Выходу картины также посвящено несколько крупных публикаций в известных американских журналах:
- 28 ноября 1997 журнал «Entertainment Weekly» опубликовал статью «The Secrets Behind This Year’s Killer Sequel», содержащую интервью с актёрским составом картины[78]. В декабре 2021 года журнал выпустил специальный номер «The Ultimate Guide To Scream», рассказывающий о съёмках фильмов серии[79].
- Журнал «Rolling Stone» поместил на обложку фото Тори Спеллинг в душе — отсылка к знаменитой сцене в фильме Альфреда Хичкока «Психоз»; главной статьёй выпуска стал репортаж «The Girls Of Screm 2 And The Pleasure Of Terror»[80]. Вместе со статьёй в номере была опубликована знаменитая фото-сессия актрис на «пижамной вечеринке»: на одном фото Нив Кэмпбелл, Сара Мишель Геллар, Джада Пинкетт Смит, Хизер Грэм и Тори Спеллинг позируют в ванной комнате, на другом — вся комната и героини покрыты кровью; одна из фотографий была также использована в качестве альтернативной обложки к выпуску журнала[81].
- Пародию на фильм опубликовал юмористический журнал «MAD» в апрельском выпуске 1998 года под номером #368[82].

Несколько глав книги «It All Began With A Scream» Падраика Марони посвящена истории создания фильма.

### Саундтрек
Альбом был выпущен 18 ноября 1997 года подразделением «EMI» — компанией «Capitol Records»; он содержал 15 песен различных жанров. Все композиции — кроме «One More Chance» и «The Race» — звучали в фильме. Трек «The Race» исполнила группа «Ear2000», в которой состоял актёр Дэвид Аркетт. Продажи показали хорошие результаты, альбом появился во многих чартах, а 4 февраля 1998 года ему был присвоен статус «золотого» — продажи превысили 500 тысяч экземпляров. Также альбом достиг 50-й позиции в списке «Billboard 200».
| №                   | Название                  | Автор(ы)                               | Исполнитель                      | Длительность |
| ------------------- | ------------------------- | -------------------------------------- | -------------------------------- | ------------ |
| 1.                  | «Scream»                  | Master P                               | Master P feat. Silkk The Shocker | 3:30         |
| 2.                  | «Suburban Life»           | Kottonmouth Kings и AK Brothers        | Kottonmouth Kings                | 3:34         |
| 3.                  | «Rivers»                  | Sugar Ray и McG                        | Sugar Ray                        | 2:50         |
| 4.                  | «She's Always In My Hair» | Prince                                 | D'Angelo                         | 6:19         |
| 5.                  | «Help Myself»             | Дэвид Джей. Мэттьюз                    | Dave Matthews Band               | 4:31         |
| 6.                  | «She Said»                | Эд Роланд                              | Collective Soul                  | 4:51         |
| 7.                  | «Right Place, Wrong Time» | Мак Ребеннак                           | The Jon Spencer Blues Explosion  | 3:16         |
| 8.                  | «Dear Lover»              | Дэйв Грол и Foo Fighters               | Foo Fighters                     | 4:33         |
| 9.                  | «Eyes Of Sand»            | Эмерсон Харт и Tonic                   | Tonic                            | 4:16         |
| 10.                 | «The Swing»               | Арт Алексакис и Everclear              | Everclear                        | 2:59         |
| 11.                 | «I Think, I Love You»     | Тони Ромео                             | Less Than Jake                   | 2:03         |
| 12.                 | «Your Lucky Day In Hell»  | Марк Оливер Еверетт и Марк Голденберг  | Eels                             | 4:26         |
| 13.                 | «Red Right Hand»          | Мик Харви, Ник Кейв и Томас Уайдлер    | Nick Cave and the Bad Seeds      | 8:23         |
| 14.                 | «One More Chance»         | Kelly и T Smoov                        | Kelly                            | 4:14         |
| 15.                 | «The Race»                | Дэвид Аркетт, Гейб Кован и Sammy Music | Ear2000                          | 2:03         |
| Общая длительность: | Общая длительность:       | Общая длительность:                    | Общая длительность:              | 1:02:09      |

Единственная композиция, звучавшая в фильме и не появившаяся в альбоме — оригинальный трек «Take Away The Fear» — была написана дочерью режиссёра Джессикой Крэйвен и её бывшим мужем Майклом Манчини — музыка играет в сцене в женском общежитии, когда появляется героиня Сары Мишель Геллар.
В марте 2019 года один из продюсеров фильма Джули Плек написала на своей странице в «Twitter», что изначально в финальной сцене Сидни, когда камера отъезжает и показывает студенческий городок с высоты птичьего полёта, должна была звучать песня «Bitter Sweet Symphony» группы The Verve, но она была слишком дорогой для бюджета фильма, так как использовала сэмпл одной из песен группы The Rolling Stones — в итоге её заменили на композицию «She Said» группы Collective Soul.

## Релиз

### Премьера
Премьера фильма состоялась 10 декабря 1997 года в Китайском театре в Голливуде, а 12 декабря картина вышла в прокат — менее, чем через год после релиза первого фильма. Неожиданный успех первой части сделал «Крик 2» потенциальным кассовым хитом, вынудив студии передвинуть премьеры картины о Джеймсе Бонде «Завтра не умрёт никогда» и «Титаник» Джеймса Камерона — с 12 на 19 декабря, чтобы избежать конкуренции.

### Повторный показ
По случаю 25-летнего юбилея картины «Крик 2» вышел в повторный ограниченный прокат в кинотеатрах США — сеансы проходили 9 и 10 октября 2022 года.
25 июля 2024 года в кинотеатре «Music Box Theatre» в Чикаго состоялся интерактивный показ фильма с участием аниматоров и применением визуальных эффектов — представление начиналось сразу после входа в кинотеатр.

### Кассовые сборы
Фильм стартовал в 2663 кинотеатрах, и в первые выходные собрал около $32,9 миллиона (на 27 миллионов больше первого фильма), добравшись в мировом прокате до отметки $172,4 миллиона. Премьера показала рекордные суммы — вплоть до декабря 2000 года, когда вышел фильм «Чего хотят женщины». Фильм стал успешным в прокате — как и его предшественник — несмотря на короткий производственный период и постоянные изменения в сценарии, почти добравшись до результата первой части в мировом прокате — $173 миллиона. «Крик 2» оказался на втором месте в списке самых кассовых фильмов в жанре «слэшер» (уступив первому «Крику») и на 21-й позиции по итогам проката 1997 года, когда вышли такие блокбастеры как «Титаник» и «Люди в чёрном».
| Дата релиза (США)                                                      | Бюджет (оценочный) | Кассовые сборы | Кассовые сборы | Кассовые сборы | Позиция по сборам | Позиция по сборам | Позиция по сборам |
| Дата релиза (США)                                                      | Бюджет (оценочный) | США            | За рубежом     | Мировые        | Год выхода        | Сборы в США       | Мировые сборы     |
| ---------------------------------------------------------------------- | ------------------ | -------------- | -------------- | -------------- | ----------------- | ----------------- | ----------------- |
| 12 декабря 1997                                                        | $24 млн            | $101 363 301   | $71 000 000    | $172 363 301   | #21               | #499              | #579              |
| Примечания - Данные по позициям сборов актуальны на октябрь 2012 года. |                    |                |                |                |                   |                   |                   |

### Критика и зрители
На сайте «Rotten Tomatoes» рейтинг фильма составляет 81 % на основе 81 обзора, средняя оценка — 6.90 из 10: «Как и в первом фильме, здесь герои разносят ужастики в пух и в прах, высмеивая ужасные продолжения, не став при этом таким фильмом». Средняя оценка картины на «Metacritic» — 63 из 100 на основе 22 — в основном, «положительных обзоров». Средняя зрительская оценка на сайте «CinemaScore» — «B+» по шкале от «A+» до «F». На сайте «Кинопоиск» у фильма рейтинг 6.798 на основе 39 460 оценок зрителей; на «Internet Movie Database» — 6.2 из 10 на основе оценок 174 883 пользователей (на февраль 2022).
Джин Сискел и обозреватель Джанет Маслин из «New York Times» дали сиквелу положительную оценку. Маслин отметила, что «фильм практически превращается в острую сатиру». Роджер Эберт написал, что «вторая часть также хороша, как оригинал, но более кровожадна — но за этим сложнее рассмотреть остроумный сценарий». «Time Out London» дал картине смешанную оценку, выделив её среди других ужастиков, но посчитав хуже первого фильма, а вот журнал «Variety», наоборот, положительно оценил сиквел. Обозреватель «Empire» Ким Ньюман написала: «В фильме есть несколько смешных и жутких сцен, но фильм точно не так оригинален, как оригинал» — хотя в фильме были элементы, которые принесли успех первой части, они уже не удивляют, как раньше. Критике подверглась сцена убийства Ренди Микса, сыгранного Джейми Кеннеди. Джон Муир, автор книги «Wes Craven: The Art Of Horror» написал, что сцена была «самым главным разочарованием фильма и плохим звоночком, несмотря на впечатляющее развитие других выживших после первой части героев», назвав персонажей Кокс, Аркетт и Кэмбпелл «любимцами зрителей». В свою очередь, Муир дал негативную оценку всем новым персонажам, полагая, что они никогда не получат ту же глубину развития, что и герои первого фильма, так как «задача авторов второго фильма — добавить больше трупов и жестокости по сравнению с оригиналом», а убийцей может оказаться любой — у зрителей нет достаточно информации о них, чтобы сформировать мнения о персонажах и вычислить маньяка. Эберт также отметил, что «невозможно угадать убийцу, а любой, выглядящий хоть немного подозрительным, оказывается невиновным».
Мария Кувшинова в обзоре для «Афиши» написала: «Постоянные отсылки к предыдущей серии и намеки на медийный контекст превращают персонажей Крэйвена в обитателей герметичной, самодостаточной вселенной, созданной весьма ироничным творцом»; она также оценила работу Кэмпбелл над ролью Сидни: «Секрет в сосредоточенной, всегда готовой к испытаниям артистке Нив Кэмпбелл. Посреди кровавого балагана она одна знает, куда исчезли все прелести жизни, и одна она пытается понять, что же сдерживает руку судьбы от последнего удара». Евгений Нефёдов с «All Of Cinema» сравнил сиквел с первой картиной: «… создатели ленты не отваживаются на сей раз выйти за сугубо развлекательные рамки — сотворить полновесную сатиру на „общество спектакля“, всё активнее берущее на вооружение насилие».
Майк Хольтц с портала «Bloody Disgusting» назвал открывающую сцену «Крика 2» одной из самых страшных во всей франшизе, отметив жуткую гибель героини Джады Пинкетт-Смит: «Гениальность и ужас этой сцены в том, что пока Призрачное лицо преследует её и наносит удары ножом прямо в кинозале, толпа людей не только не помогает ей, но неосознанно насмехается над ней. Представьте, что подобное случилось с вами, Вы поднимаете глаза и видите, как сотни людей в той же маске повторяют эти движения. Они смеются, прыгают на месте, заносят ножи для удара и аплодируют. Наконец она испускает леденящий кровь крик, и все в зале вынуждены осознать, что они только что стали свидетелями убийства».

### Награды
Картина получила несколько наград и номинаций, которые, как и в случае с оригиналом, достались актрисе Нив Кэмпбелл: она получила номинацию на премию «Сатурн» и выиграла премию «MTV Movie Awards». Тори Спеллинг получила номинацию на «Золотую малину» за роль Сидни Прескотт в фильме внутри фильма — «Удар ножом».
| Год  | Награда          | Категория                         | Номинант      | Результат |
| ---- | ---------------- | --------------------------------- | ------------- | --------- |
| 1998 | Сатурн           | Лучшая актриса года               | Нив Кэмпбелл  | Номинация |
| 1998 | Сатурн           | Лучший фильм ужасов               | Крик 2        | Номинация |
| 1998 | Сатурн           | Лучшая женская роль второго плана | Кортни Кокс   | Номинация |
| 1998 | MTV Movie Awards | Лучшая женская роль               | Нив Кэмпбелл  | Победа    |
| 1998 | Золотая малина   | Худшая новая актриса              | Тори Спеллинг | Номинация |

### Выход на видео
Компания «Buena Vista Home Entertainment» в США и «Alliance Atlantis» в Канаде выпустили фильм на VHS 1 декабря 1998 года. Релиз на DVD состоялся в США впервые 22 июля 1998 года, а коллекционное издание под названием «The Ultimate Scream Collection» поступило в продажу 26 декабря 2000 года — отдельно фильм вышел в серии «Collector’s Series» 7 августа 2001. Коллекционное издание включало короткий документальный фильм о производстве всех трёх частей, пробы актёров к первой части, новые закадровые съёмки, удалённые сцены, приколы со съёмок, театральный ролик, два музыкальных видео и комментарии режиссёра — оба издания выпустила компания «Dimension». В странах Европы и Японии фильм не выходил до 2001 года, когда компания «Buena Vista Home Entertainment» выпустила всю трилогию на этих рынках. Издания содержали дополнительные материалы американских релизов. 26 февраля все три фильма вышли в коллекционном издании под названием «Scream Trilogy».
Индивидуальный релиз «Крика 2», а также в составе коллекции с другими частями и дополнительными материалами, поступил в продажу на Blu-ray Disc 29 марта 2011 года — за две недели до премьеры фильма «Крик 4». Вместе с фильмом на диске расположились бонусные материалы:
- Аудио-комментарии режиссёра Уэса Крэйвена, продюсера Марианн Маддалены и режиссёра монтажа Патрика Люссье
- Удалённые сцены (4:09) — две удалённые сцены с возможностью прослушать комментарии Крэйвена, Маддалены и Люссье
- Неудачные дубли (8:54) — приколы актёров и съёмочной группы с площадки
- Фильм о съёмках (7:05) — интервью с актёрами и создателями
- Музыкальные видео группы Master P на песню «Scream» (3:06) и группы Kottonmouth Kings на песню «Suburban Life» (3:47)
- Кинотеатральный трейлер (2:16)
- ТВ-ролики (6:19)

4 октября 2022 года в США состоялся юбилейный релиз «Paramount Pictures»: «Scream 2: 25th Anniversary Edition» на Blu-ray Disc и — впервые — на 4K Ultra HD; новых бонусных материалов издание не содержало. Этот же релиз выходил ограниченным тиражом в металлическом боксе с эксклюзивной обложкой.
«Крик 2» в России выпускала по лицензии на VHS и DVD компания «West Video» — издание имеет анимированное меню с быстрым доступом к любой сцене фильма; также присутствуют английская дорожка, русские и украинские субтитры и дополнительные материалы — фильм о съёмках, удалённые сцены, трейлеры на двух языках (английский и русский) и несколько музыкальных видеоклипов.  На Blu-ray фильм в России не издавался.

## Связи и отсылки
- В начальной сцене в кинотеатре на экране показывают вымышленный фильм «Удар ножом» (англ. Stab), режиссёром которого в титрах указан Роберт Родригес — в интервью порталу «InVerse» 2020 года Родригес подтвердил, что это была лишь шутка Уэса Крэйвена, с которым он долгое время дружил; Родригес не занимался съёмками этих сцен для фильма «Крик 2»[124].
- В фильме несколько раз упоминается сериал «Друзья»: герои вспоминают скандал, когда в Интернете голову Гейл Уэзерс в исполнении Кортни Кокс приклеили к обнажённому телу Дженнифер Энистон, давней подруге и партнёрше по телешоу; в другой сцене выясняется, что Дью в фильме «Удар ножом» сыграл Дэвид Швиммер — актёр также снимался в «Друзьях» в роли брата героини Кокс; Дэвид Аркетт — исполнитель роли Дью и будущий муж Кортни Кокс — снялся в одном из эпизодов в качестве приглашённой звезды[125].
- Ренди перечисляет потенциальных убийц и отмечает, что маньяком может оказаться женщина — он вспоминает миссис Вурхиз из «Пятница, 13» и дочь главного злодея фильма «Кэндимен»[126].
- Разговор Сидни и театрального режиссёра Гаса — отсылка к фильму «Хэллоуин», в котором Лори Строуд обсуждает философское понятие судьбы со своим учителем[126].
- Перед своей смертью в разговоре с маньяком по телефону Ренди упоминает фильмы: «Школьный бал» (1980), «Он знает, что вы одни» (1980), «Последний экзамен» (1981), «День окончания школы» (1981), «Дом, где падает кровь» (1982), «На греческой улице…» (1983) и «Окрапленный университет» (1984)[126]. Ренди говорит, что его любимый ужастик — фильм «Шоугёлз» (1995), провалившийся в прокате и разгромленный критиками; со временем он приобрёл культовый статус[127]. Кроме того, Ренди упоминает реальных маньяков убийц — Чарльза Мэнсона, Теда Банди, Оу-Джея Симпсона и сына Сэма[126].
- Сара Мишель Геллар сыграла титульную роль в сериале «Баффи — истребительница вампиров»[128], а Дэвид Аркетт снялся в фильме 1992 года, по которому позже создали сериал — в «Крике 2» у актёров нет общих сцен[129]. Джошуа Джексон и Ребекка Гейхарт позже вместе снимутся в фильме «Городские легенды» 1998 года[130]. Лори Меткалф и Джерри О’Коннелл сыграли мать и сына в 11-м сезоне ситкома «Теория большого взрыва»[131].
- В телефонном разговоре Си-Си говорит: «Сара узнала, что Бейли переспал с Гвен» — это отсылка к сериалу «Нас пятеро», в котором одну из главных ролей сыграла Нив Кэмпбелл[127].
- Охранников Сидни зовут офицер Ричардс и офицер Эндрюс — это отсылка к актёрам Кайлу Ричардсу и Брайану Эндрюсу, сыгравших детей в «Хэллоуине» 1978 года[132]. Хэйлли спрашивает у Сидни — кто из них Кевин Костнер — это отсылка к фильму «Телохранитель»[126].
- Молли и Сара — героини фильма «Хэллоуин: 20 лет спустя» смотрят «Крик 2» по телевизору — сцену убийства Си-Си; Кевин Уильямсон является одним из авторов сюжета седьмого фильма о Майкле Майерсе[133]. Кроме того, в фильме была использована часть музыки Марко Белтрами к «Крику 2»[134].
- В финале Микки сравнивает Сидни с Линдой Гамильтон в фильме «Терминатор 2: Судный день»[127].
- В дискуссии в классе о фильмах-продолжениях герои неоднократно упоминают оригинальную трилогию «Звёздных войн»[127].